# Prawdziwa Irlandzka Armia Republikańska
Prawdziwa Irlandzka Armia Republikańska (ang. Real Irish Republican Army, RIRA, irl. Fíor-IRA) – republikańska organizacja terrorystyczno-paramilitarna z Irlandii Północnej.

## Historia

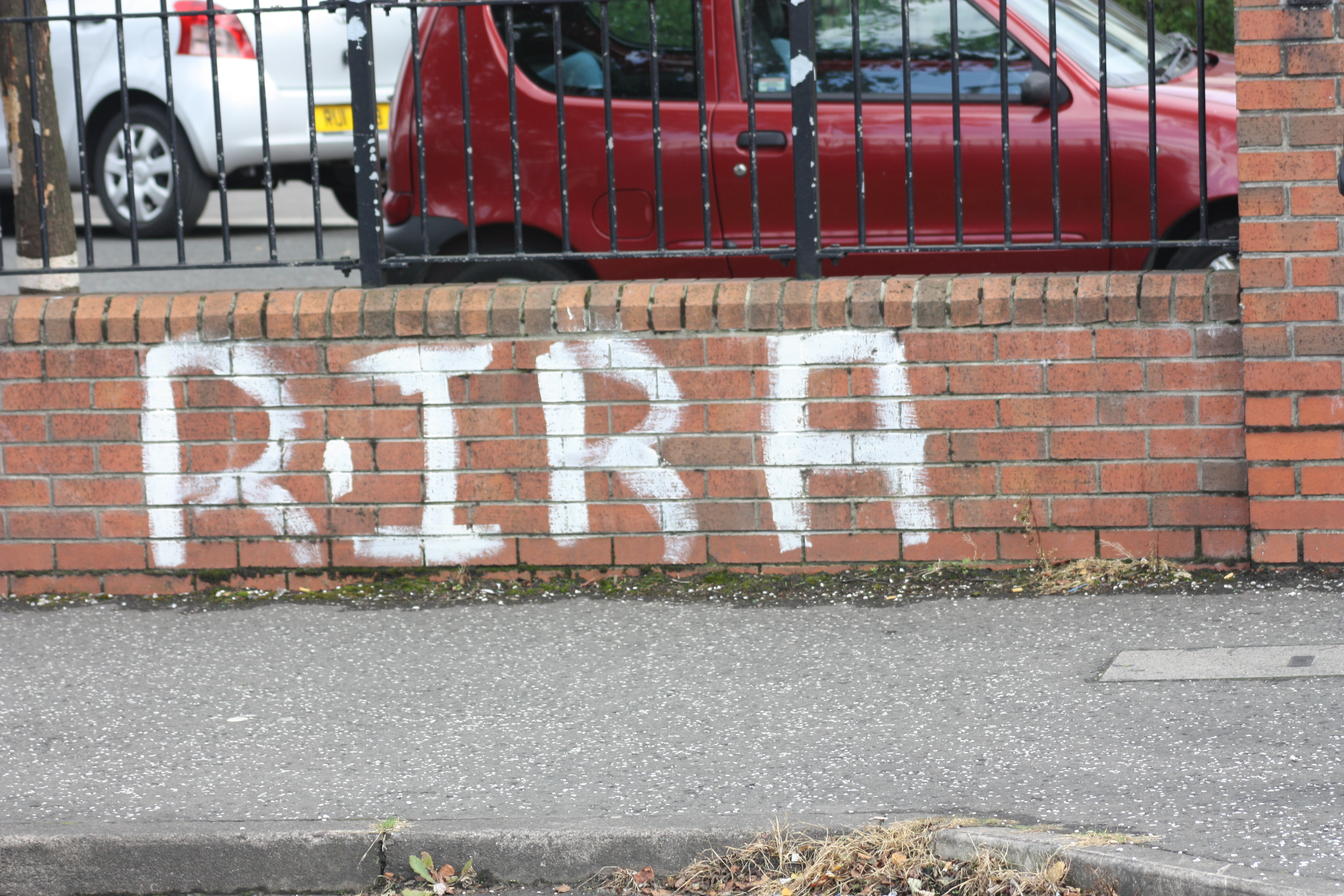
Graffiti wykonane przez zwolenników RIRA w Londonderry

Założona w 1997 roku, jej twórcami byli rozłamowcy z Prowizorycznej Irlandzkiej Armii Republikańskiej (PIRA). Od początku grupowała dogmatycznie nastawionych republikanów, będących przeciwnikami włączenia się w proces pokojowy w Irlandii Północnej.
Po krwawym zamachu w Omagh w sierpniu 1998 roku ogłosiła zawieszenie działalności, powróciła w lutym 2000 roku. W lipcu 2001 roku władze irlandzkie i brytyjskie ogłosiły rozbicie RIRA i aresztowanie jej przywódców. Pomimo tego w sierpniu i listopadzie RIRA przeprowadziła kolejne ataki bombowe.

## Wybrane zamachy przeprowadzone przez grupę
- W sierpniu 1998 roku RIRA przeprowadziła zamach w Omagh. Zginęło 29 osób, a 220 zostało rannych[2].

- We wrześniu 2000 roku członkowie grupy zaatakowali kwaterę główną Secret Intelligence Service w Londynie. Budynek został ostrzelany z ręcznej wyrzutni rakiet[2].

- W marcu 2009 roku terroryści dokonali ataku na koszary Massereene. Zginęło dwóch brytyjskich żołnierzy, a jeden cywil został ciężko ranny[2].

## Relacje z innymi grupami terrorystycznymi
Współpracuje z Kontynuacją Irlandzkiej Armii Republikańskiej (CIRA).
Podejrzewana o kontakty z Al-Ka’idą. Jej członkowie mieli podobno uzyskać od Al-Ka’idy pomoc pieniężną.

## Wsparcie zagraniczne
Dawniej otrzymywała pomoc finansową z Libii. Prawdopodobnie otrzymuje wsparcie finansowe od sympatyków w USA.

## Liczebność
Liczy około 70 osób.

## Ideologia
Jest organizacją republikańską. Jej ideologicznym celem jest zjednoczenie Irlandii Północnej z Republiką Irlandii we wspólną niepodległą republikę.

## Jako organizacja terrorystyczna
Figuruje na listach organizacji terrorystycznych Departamentu Stanu USA, Unii Europejskiej i Wielkiej Brytanii.